# メイ・ロン
メイ（学名：Mei）は、中華人民共和国遼寧省西部から化石が産出した、トロオドン科に属する獣脚類の恐竜の属。ホロタイプ標本が熱河層群義県層から産出しており、前期白亜紀の東アジアに生息した。現生鳥類のものに類似する休眠姿勢が確認されている。タイプ種はMei long。

## 発見と命名
メイのホロタイプ標本IVPP V12733は中国・遼寧省西部の朝陽市北票市で発見された。当該地域には熱河層群義県層が分布しており、本標本は河川堆積物と火山砕屑物の単層から産出した。Xu and Norell (2004)は産出層準の年代を約1億3900万年前から約1億2800万年前までの地層としているが、その後義県層の放射年代を整理したZhong et al. (2021)は義県層の堆積期間を約1億2576万年前から約1億2412万年前と推定している。この年代は国際層序委員会が定めた年代のうちバレミアン階/期にあたる。
発見された標本は中国科学院古脊椎動物古人類学研究所（IVPP）に所蔵された。タイプ種Mei longはIVPPの研究者徐星とアメリカ自然史博物館の研究者マーク・ノレルによりXu and Norell (2004)で記載・命名された。属名は「熟睡する」ことを、種小名は伝承上の生物「龍」を意味する。

## 特徴
メイは全長約53センチメートルの小型獣脚類で、ミクロラプトルやアーケオプテリクスといった属と同程度の体サイズである。ホロタイプ標本は頭蓋骨要素が癒合していないことや胴椎の神経弓と椎体の間に縫合線が視認できることから成熟個体でないと考えられていた。ただし、距骨と踵骨が癒合していることや尾椎と仙椎に縫合線が認められないこと、また左右の頭頂骨が癒合していることから、成熟個体に近づきつつあったと推測されていた。しかし、2012年の研究で2体目の個体が記載され、タイプ標本より20センチメートルほど小さく、癒合していない骨など幼体の特徴があるにも関わらず、骨格には2歳ほどで成熟した特徴があったことが明らかになっている。
メイを他のトロオドン科から識別する特徴としては、上顎骨の歯列の後側の半分以上に亘って鼻孔が存在することや、上顎骨歯の中部が密であること、眼窩前の骨の棒状部分まで上顎骨の歯列が伸びること、叉骨が頑強なU字型であること、遠位第IV足根骨の外側に突起が存在すること、恥骨体の最近位端が前後に狭窄していて腸骨との関節部の腹側で外側に伸びることが挙げられる。

## 生態
メイの化石は、現生鳥類と共通する休息姿勢を取る記載時点において最古の獣脚類化石の例であった。メイのタイプ標本は正中線を対称軸として後肢を左右対称の状態で折り畳み、その上に体を乗せるように座り込み、また胴部を避けるようにして前肢を左右対称に外側へ伸ばしている。頭部は胴部と左肘の間に収納され、頸椎は体の左側で後側に湾曲している。この姿勢から、メイは睡眠中あるいは休息中に堆積物に埋没して化石化したと推測されている。
この姿勢は恒温動物が体温、特に放熱しやすい頭部の温度を保持するため取ったものであると考えられている。同様の姿勢はメイと同じくトロオドン科に属するシノルニトイデスやヒプノヴェナトル、より鳥類から遠縁のアルヴァレスサウルス科に属するヤキュリニクスにも認められている。

## 登場作品
映像作品
- 恐竜vsほ乳類後編にて、恐竜が内温性を獲得していた事を示す証拠として取り上げられた。
- プレヒストリックパーク第3回に全長2.5メートルほどの大人が脅威として登場した。この大きさは推測を元にしているが、実際には小型のサイズですでに成熟したと考えられている。ガス中毒により眠ったまま死亡した描写がある。